# Winodań
Winodań, borazus, borasus, palma winna (Borassus L.) – rodzaj roślin z rodziny arekowatych (Arecaceae). Zalicza się do niego 5 gatunków. Występują one na obszarze od tropikalnej Afryki, poprzez Madagaskar, Azję Południową i Południowo-Wschodnią po Nową Gwineę. Uprawiana i wszechstronnie wykorzystywana jest winodań wachlarzowata (jeden z tamilskich poematów wymienia jej 801 zastosowań). Użyteczne są wszystkie części rośliny, przy czym za najważniejszy produkt uznaje się słodki sok, z którego sporządza się wino palmowe (ang. toddy). Spożywa się także jako tzw. „palmową kapustę” pąk liściowy winodani abisyńskiej.

## Morfologia

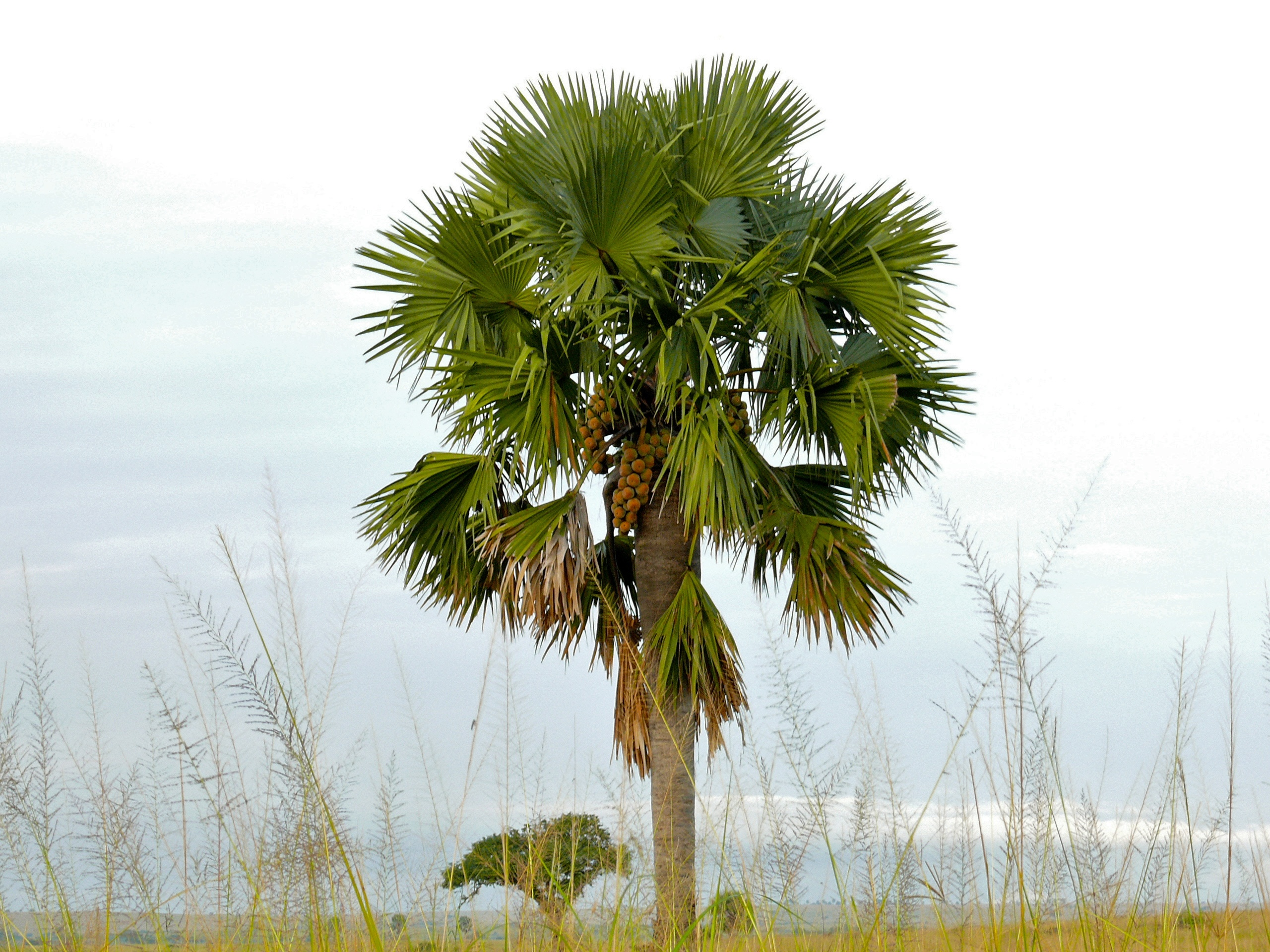
Winodań abisyńska

PokrójWysokie palmy (winodań wachlarzowata osiąga 30 m wysokości, zwykle jednak do 20 m) o kłodzinie często w górnej połowie zgrubiałej, osiągającej do 1 m średnicy. Kłodzina nie rozgałęzia się, o ile nie zostanie uszkodzona. Osłonięta jest przez jakiś czas przez martwe nasady liści, które z czasem opadają pozostawiając na nagim pniu wyraźne, okazałe blizny.
LiścieMasywne, wachlarzowate liście osiągają średnicę 1,2 m i długość do 2 m. Skupione są po 12–40 w pióropusz na szczycie pędu. U nasady są pochwiaste, przy czym przy samym pniu pochwa ma postać sieci zdrewniałych włókien. Tęgi ogonek liściowy jest płaski od góry i półokrągły od dołu, z krawędziami w różnym stopniu uzbrojonymi w kolce lub nagimi. Szeroko dłoniasto (wachlarzowato) podzielona blaszka liściowa rozdziela się do 1/3 lub połowy swego promienia na listki, których może być do 130. Na szczytach czasem dodatkowo się one rozdzielają. W miejscu połączenia blaszki z ogonkiem, po obu stronach liścia znajduje się okazała hastula. Liście mają często kolor żółtawozielony.
KwiatyRośliny dwupienne, rzadko z kwiatami męskimi i żeńskimi na jednym osobniku. Kwiaty żeńskie zebrane są w proste kłosokształtne kwiatostany, a męskie w kwiatostany kłosokształtne rozgałęzione. Kwiatostany wyrastają zwykle po 1–3 w kątach liści i są zwisające. Oba typy kwiatostanów są grube, długie i wsparte licznymi podsadkami. Kwiaty męskie są bardzo drobne, zebrane po ok. 30 w kątach przysadek. Składają się z podwójnego okółka okwiatu, z wewnętrznymi listkami mniejszymi od zewnętrznych. Pręcików jest 6, u nasady zrosłych z listkami wewnętrznego okółka, ich pylniki są okazałe i podługowate. Kwiaty żeńskie wyrastają pojedynczo w kątach przysadek, są stosunkowo duże, ze skórzastym lub mięsistym, kulistawym okwiatem. Otula on 6–9 prątniczków i położoną centralnie kulistą, 3- lub 4-komorową zalążnię.
OwocePestkowce osiągające do 35 cm długości o kształcie nieregularnie kulistawym. Owocnia jest skórzasta, o barwie od zielonej, pomarańczowej do czarnej. Mezokarp jest soczysty i wonny, z podłużnymi włóknami. Gruby, zdrewniały i rozmaicie ornamentowany endokarp otacza każdą z osobna komorę z pojedynczym nasionem. W każdym owocu rozwija się od 1 do 3 nasion.

## Systematyka
Rodzaj z podplemienia Lataniinae, plemienia Borasseae i podrodziny Coryphoideae Burnett w obrębie rodziny arekowatych (Arecaceae). Uznawany jest za takson monofiletyczny.
Wykaz gatunków
- Borassus aethiopum Mart. – winodań abisyńska[4], palma etiopska[6]
- Borassus akeassii Bayton, Ouédr. & Guinko
- Borassus flabellifer L. – winodań wachlarzowata[4], palma winna biczowa[6]
- Borassus heineanus Becc.
- Borassus madagascariensis (Jum. & H.Perrier) Bojer ex Jum. & H.Perrier